# Silhouettea dotui
Silhouettea dotui är en fiskart som först beskrevs av Takagi, 1957.  Silhouettea dotui ingår i släktet Silhouettea och familjen smörbultsfiskar. Inga underarter finns listade i Catalogue of Life.